# Liste der Kulturdenkmale in Dölzschen
In der Liste der Kulturdenkmale in Dölzschen sind die Kulturdenkmale aufgeführt, die sich in der Dresdner Gemarkung Dölzschen befinden. Die Anmerkungen sind zu beachten.
Diese Liste ist eine Teilliste der Liste der Kulturdenkmale in Dresden. 

Diese Liste ist eine Teilliste der Liste der Kulturdenkmale in Sachsen.

## Legende
- Bild: Bild des Kulturdenkmals, ggf. zusätzlich mit einem Link zu weiteren Fotos des Kulturdenkmals im Medienarchiv Wikimedia Commons. Wenn man auf das Kamerasymbol klickt, können Fotos zu Kulturdenkmalen aus dieser Liste hochgeladen werden:
- Bezeichnung: Denkmalgeschützte Objekte und ggf. Bauwerksname des Kulturdenkmals
- Lage: Straßenname und Hausnummer oder Flurstücknummer des Kulturdenkmals. Die Grundsortierung der Liste erfolgt nach dieser Adresse. Der Link (Karte) führt zu verschiedenen Kartendiensten mit der Position des Kulturdenkmals. Fehlt dieser Link, wurden die Koordinaten noch nicht eingetragen. Sind diese bekannt, können sie über ein Tool mit einer Kartenansicht einfach nachgetragen werden. In dieser Kartenansicht sind Kulturdenkmale ohne Koordinaten mit einem roten bzw. orangen Marker dargestellt und können durch Verschieben auf die richtige Position in der Karte mit Koordinaten versehen werden. Kulturdenkmale ohne Bild sind an einem blauen bzw. roten Marker erkennbar.
- Datierung: Baubeginn, Fertigstellung, Datum der Erstnennung oder grobe zeitliche Einordnung entsprechend des Eintrags in der sächsischen Denkmaldatenbank
- Beschreibung: Kurzcharakteristik des Kulturdenkmals entsprechend des Eintrags in der sächsischen Denkmaldatenbank, ggf. ergänzt durch die dort nur selten veröffentlichten Erfassungstexte oder zusätzliche Informationen
- ID: Vom Landesamt für Denkmalpflege Sachsen vergebene, das Kulturdenkmal eindeutig identifizierende Objekt-Nummer. Der Link führt zum PDF-Denkmaldokument des Landesamtes für Denkmalpflege Sachsen. Bei ehemaligen Kulturdenkmalen können die Objektnummern unbekannt sein und deshalb fehlen bzw. die Links von aus der Datenbank entfernten Objektnummern ins Leere führen. Ein ggf. vorhandenes Icon  führt zu den Angaben des Kulturdenkmals bei Wikidata.

## Denkmalliste
| Bild           | Bezeichnung | Lage                                             | Datierung | Beschreibung | ID       |
| -------------- | --- | ------------------------------------------------ | --- | --- | -------- |
|                | Wohnstallhaus | Altdölzschen 32 (Karte)                          | 1. H. 19. Jh. (Wohnstallhaus) | ehemaliges Bauernhaus, verputzte Fassaden, Krüppelwalmdach, als Zeugnis ländlicher Architektur baugeschichtlich von Bedeutung, als Teil des historisch gewachsenen und erhaltenen Dorfkerns Altdölzschens ortsgeschichtlich von Belang | 09210584 |
|                | Wohnstallhaus | Altdölzschen 34 (Karte)                          | 1. H. 19. Jh. (Wohnstallhaus) | massives Gebäude mit Krüppelwalmdach, als Zeugnis ländlicher Architektur und Volksbauweise baugeschichtlich von Bedeutung, als Teil des historisch gewachsenen und erhaltenen Dorfkerns Altdölzschens ortsgeschichtlich von Belang | 09210583 |
|                | Wohnstallhaus | Altdölzschen 37 (Karte)                          | 1819, bezeichnet Türsturz (Wohnstallhaus) | Gebäude mit Fachwerk im Obergeschoss und zugewandtem Giebel, Satteldach, als Zeugnis ländlicher Architektur und Volksbauweise baugeschichtlich von Bedeutung, als Teil des historisch gewachsenen und erhaltenen Dorfkerns Altdölzschens ortsgeschichtlich von Belang | 09210585 |
|                | Wohnstallhaus und Torbogen eines ehem. Bauernhofes | Altdölzschen 41 (Karte)                          | 1744 (Wohnstallhaus) | Gebäude mit Fachwerkobergeschoss, holzverschaltem zugewandtem Giebel und Krüppelwalmdach, als Zeugnis ländlicher Architektur und Volksbauweise baugeschichtlich von Bedeutung, als Teil des historisch gewachsenen und erhaltenen Dorfkerns Altdölzschens ortsgeschichtlich von Belang | 09210582 |
|                | Wohnhaus | Am Kirschberg 19 (Karte)                         | 1934 (Wohnhaus) | weitgehend im ursprünglichen Zustand erhaltenes Holzhaus, Wohnhaus des Romanisten Victor Klemperer (1881–1960), Erinnerungswert an einen bedeutsamen Schriftsteller, Sprach- und Literaturwissenschaftler, berühmt geworden ist Klemperer durch seine Tagebücher, insbesondere aus der Zeit des Dritten Reiches, Gebäude baugeschichtlich und personengeschichtlich bedeutend | 09218214 |
| Weitere Bilder | Sachgesamtheit Friedhof Dölzschen | Friedhofsweg 20 (Karte)                          | 1922 (Friedhof) | Sachgesamtheit Friedhof Dölzschen in seiner gewachsenen funktionellen und gestalterischen Einheit mit folgenden Einzeldenkmalen: Kapelle, denkmalwerte Grabmäler, Friedhofsgestaltung mit gliederndem Wegesystem, struktur- und raumbildender Bepflanzung, Blickbeziehungen in die Elblandschaft sowie der aus geschnittenen Hainbuchen-Hecken und geschnittenen Silber-Linden gebildeten Einfriedung mit Toranlage aus Bruchsteinmauerwerk einschließlich hölzernen Eingangstoren und integrierten Bänken (siehe Objekt 09306721, gleiche Anschrift); reizvolle Lage inmitten von Feldern, baugeschichtlich, gartenkünstlerisch und ortsgeschichtlich bedeutend.                                             | 09218387 |
| Weitere Bilder | Einzeldenkmale der Sachgesamtheit Friedhof Dölzschen | Friedhofsweg 20 (Karte)                          | 1927 (Friedhofskapelle) | Einzeldenkmale der Sachgesamtheit Friedhof Dölzschen: Friedhof Dölzschen in seiner gewachsenen funktionellen und gestalterischen Einheit mit folgenden Einzeldenkmalen: Kapelle, denkmalwerte Grabmäler, Friedhofsgestaltung mit gliederndem Wegesystem, struktur- und raumbildender Bepflanzung, Blickbeziehungen in die Elblandschaft sowie der aus geschnittenen Hainbuchen-Hecken und geschnittenen Silber-Linden gebildeten Einfriedung mit Toranlage aus Bruchsteinmauerwerk einschließlich hölzernen Eingangstoren und integrierten Bänken (siehe auch Objekt 09218387, gleiche Anschrift); reizvolle Lage inmitten von Feldern, baugeschichtlich, gartenkünstlerisch und ortsgeschichtlich bedeutend. | 09306721 |
|                | Neuer Bienertpark: Parkanlage zwischen Dölzschener Straße und Tharandter Straße | Hohendölzschener Straße (Karte)                  | 1910 (Parkanlage) | am Eingang zum Plauenschen Grund von Max Bertram angelegter Park, mit Baulichkeiten, Bepflanzung und Wegeführung, bestehendes Zeugnis landschaftsgärtnerischer Gestaltung der ersten Jahrzehnte des vorigen Jahrhunderts zudem ortsgeschichtlich von Bedeutung | 09216634 |
|                | Villa mit Einfriedung und rückwärtigem Anbau | Hohendölzschener Straße 3 (Karte)                | 1909, nach Adressbuch (Villa) | giebelständiger Putzbau in traditionellen Formen mit steilem Satteldach, verschieferten Giebeln, Fledermausgaupen und Holzklappläden, mit Elementen der Reformstilarchitektur um 1910, baugeschichtlich und stadtentwicklungsgeschichtlich von Bedeutung | 09218384 |
|                | Villa, mit Einfriedung | Hohendölzschener Straße 4 (Karte)                | 1909, nach Adressbuch (Villa) | repräsentativer Villenbau mit hohem Mansardwalmdach, Ansicht Putzfassade belebt durch Holzklappläden, variierende Erker und Jugendstildekor, mit Elementen der Reformstilarchitektur um 1910, baugeschichtlich und stadtentwicklungsgeschichtlich von Bedeutung | 09210572 |
|                | Villa mit Einfriedung | Hohendölzschener Straße 5 (Karte)                | 1909, nach Adressbuch (Villa) | giebelständiger Putzbau in traditionellen Formen mit steilem Satteldach und verschalten Giebeln, mit Elementen der Reformstilarchitektur um 1910, Garage ist in die Natursteineinfriedung integriert, baugeschichtlich und stadtentwicklungsgeschichtlich von Bedeutung | 09218385 |
|                | Villa mit Einfriedung und Pforte | Hohendölzschener Straße 7 (Karte)                | 1911, nach Adressbuch (Villa) | giebelständiger Putzbau in traditionellen Formen mit steilem Satteldach und verschalten Giebeln, mit Elementen der Reformstilarchitektur um 1910, baugeschichtlich und stadtentwicklungsgeschichtlich von Bedeutung | 09218386 |
|                | Villa mit Einfriedung | Hohendölzschener Straße 9 (Karte)                | 1912, nach Adressbuch (Villa) | zeittypischer Villenbau im Reformstil um 1910 in zurückhaltender Eleganz, dominierendes hohes Walmdach, Putzfassade mit sparsamem Dekor, Holzklappläden, baugeschichtlich und stadtentwicklungsgeschichtlich von Bedeutung | 09210569 |
|                | Villa | Hohendölzschener Straße 16 (Karte)               | 1912, nach Adressbuch (Villa) | zeittypischer Villenbau im Reformstil um 1910, dominiert von bewegter Dachlandschaft und variierenden Anbauten, baugeschichtlich und stadtentwicklungsgeschichtlich von Bedeutung | 09210574 |
|                | Villa mit Einfriedung | Hohendölzschener Straße 18 (Karte)               | 1912, nach Adressbuch (Villa) | zeittypisch strenger Villenbau der 1910er Jahre, dominierendes, hohes Mansardwalmdach, straßenseitig repräsentativer Dreiecksgiebel, baugeschichtlich und stadtentwicklungsgeschichtlich von Bedeutung | 09210575 |
|                | Villa mit Einfriedung | Hohendölzschener Straße 24 (Karte)               | 1925–1930 (Villa) | qualitätvoller Wohnbau vom Ende der 1920er Jahre, Einflüsse von Expressionismus (strukturierter Klinkerdekor, Bleiglasfenster) und Neuer Sachlichkeit, baugeschichtlich, künstlerisch und stadtentwicklungsgeschichtlich von Bedeutung | 09210576 |
|                | Villa mit Einfriedung | Hohendölzschener Straße 31 (Karte)               | 1920er Jahre (Villa) | zeittypischer, traditionalistischer Wohnbau der 1920er Jahre mit Walmdach und sparsam gegliederter Putzfassade, halbrunder Treppenhausvorbau mit expressionistischen Elementen, baugeschichtlich und stadtentwicklungsgeschichtlich von Bedeutung | 09210577 |
|                | Haus Görner: Villa mit Einfriedung | Hohendölzschener Straße 44 (Karte)               | 1934–1935 (Villa) | traditionalistischer Bau der 1930er Jahre mit schlichter Putzfassade und Walmdach, dagegen der Eingangsbereich mit aufwendiger expressionistischer Gestaltung mit strukturiertem Klinkerdekor, baugeschichtlich, künstlerisch und stadtentwicklungsgeschichtlich bedeutend | 09210578 |
|                | Wohnhaus in offener Bebauung | Kohlgraben 9 (Karte)                             | um 1930 (Wohnhaus) | charakteristisches Holzhaus um 1930, bauliches Zeugnis der Architekturbewegung jener Zeit, preiswert und solide gestaltete Wohnhäuser auch in Fertigteilbauweise anzubieten, baugeschichtlich von Bedeutung | 09210570 |
|                | Doppelwohnhaus in offener Bebauung | Kohlgraben 35; 37 (Karte)                        | 1925 (Doppelwohnhaus) | Wohnhausbau der 1920er Jahre mit Putzfassade, Walmdach und hölzernem Eingangshäuschen, besondere Auszeichnung durch steinsichtige Syenitverblendung der straßenseitigen Hauptfassade als originelle und seltene Gestaltung, teilweise sechseckige Fenster beleben die Ansicht zusätzlich, von baugeschichtlicher Bedeutung und mit Seltenheitswert | 09210571 |
| Weitere Bilder | 81. POS Willi Ermer (ehem.): Schulgebäude | Robert-Weber-Straße 5 (Karte)                    | 1898 (Schule) | zeittypisch historisierender und repräsentativer Schulbau, Klinkerfassade mit Natursteingliederung, Mittelrisalit mit Uhr und Zwiebelturm, baugeschichtlich, stadtentwicklungsgeschichtlich und ortsgeschichtlich bedeutend | 09210581 |
|                | Einzeldenkmal der Sachgesamtheit Bienertmühle: Wehranlage | Tharandter Straße (Karte)                        | 1863 (Fabrikantenvilla), 1863 (Villengarten/Landhausgarten), Ende 19. Jh. (Bäckerei), 18. Jh. (Brunnenhaus)                                                                              | Einzeldenkmal der Sachgesamtheit Bienertmühle; baugeschichtlich, ortsgeschichtlich, industriegeschichtlich und personengeschichtlich sowie in Teilen (Villa) künstlerisch bedeutend. | 09212080 |
| Weitere Bilder | Hegereiterbrücke: Straßenbrücke über die Weißeritz | Tharandter Straße (Karte)                        | 1779–1782 (Straßenbrücke) | Dreibogenbrücke aus Sandstein eine der ältesten der größeren Dresdner Brücken, nahezu bauzeitlich erhaltenes Beispiel spätbarocker Brückenbaukunst und damit singulär, baugeschichtlich, künstlerisch und stadtentwicklungsgeschichtlich bedeutend | 09210561 |
| Weitere Bilder | Alter Bahnhof Dresden-Plauen: Ehemalige Bahnhofsgebäude | Tharandter Straße 101; 103 (Karte)               | um 1855 (Personenbahnhof) | nach 1923 als Wohnhaus mit Nebengebäuden, zeit- und gattungstypische Gestaltung mit Klinkerfassade, Satteldach und Zwerchhaus, baugeschichtlich und verkehrsgeschichtlich von Bedeutung | 09210567 |
| Weitere Bilder | Königsmühle (ehem.): Wohn-, Verwaltungs- und Mühlengebäude von 1858, Mühlengebäude von 1878 sowie Lagergebäude um 1890 | Tharandter Straße 105; 109 (Karte)               | 1878 (Verwaltungs- u. Mühlengebäude), 1858 (Müllerwohnhaus), 1890 (Lagerhaus) | Komplex der einstigen Dampfmühlen-Aktiengesellschaft zu Dresden, jüngeres Mühlengebäude mit markanter Klinkerfassade, baugeschichtlich und industriegeschichtlich bedeutend | 09210563 |
| Weitere Bilder | Felsenkellerbrauerei, Fuhrpark und Kraftwagenpark (ehem.): Fuhr- und Kraftwagenpark der Brauerei, U-förmige Anlage mit drei Büro- und Remisen/Garagengebäuden, dazu die im Gelände vorhandenen Stützmauern, die gepflasterten Zufahrten und Einfriedung | Tharandter Straße 106; 108 (Karte)               | um 1910, Nummer 108, Büro- und Remisen/Garagengebäude (Bürogebäude), um 1925, Nummer 106, zwei Büro- und Remisen/Garagengebäude (Bürogebäude), um 1910 bis um 1925 (Fuhrpark/Garagenhof) | authentische architektonische Zeugnisse der Architektur um 1910 und 1920 zwischen Reformstil und Expressionismus, Teil der lokal bedeutenden Felsenkellerei, baugeschichtlich und ortsgeschichtlich bedeutend | 09210564 |
| Weitere Bilder | Gasthof zur goldenen Krone (ehem.): Gasthofgebäude | Tharandter Straße 108 (Karte)                    | bezeichnet 1826 (Gasthof) | markanter noch barock anmutender Bau der Biedermeierzeit, gestalterisch hervorgehobenes Segmentbogenportal, hohes Krüppelwalmdach, als beeindruckendes architektonisches Zeugnis seiner Zeit baugeschichtlich bedeutend, als historische Lokalität, wohl auch als Ausspanne dienend, ortshistorisch von Belang | 09210562 |
| Weitere Bilder | Mühle und Brotfabrik Gebrüder Braune; König-Friedrich-August-Mühlenwerke | Tharandter Straße 117a; 117b; 117c; 117d (Karte) | bezeichnet 1889 (Bäckerei), Umbau bezeichnet 1917–1918 (Bäckerei) | Bäckerei, aus drei Teilen bestehender Fabrikkomplex einer Großbäckerei, dominiert von Treppenhausturm einschließlich Uhrerker und gestalterisch hervorgehobenem Eingang, im Inneren Säle mit gusseisernen Säulen, zwei Hallen, darin mehrere Öfen erhalten, östliche Teil mit bemerkenswerter Dachkonstruktion aus Stahlbeton-Rahmenbindern, Anlage baugeschichtlich und ortsgeschichtlich von Bedeutung. | 09304893 |
|                | Landhaus | Tharandter Straße 162 (Karte)                    | 2. Hälfte 19. Jh. (Landhaus) | traufständiger, eingeschossiger Bau mit Satteldach, stadtteilgeschichtlich und baugeschichtlich von Bedeutung | 09210559 |
| Weitere Bilder | König Friedrich August-Hütte; Hüttenschänke: Gasthaus | Tharandter Straße 199 (Karte)                    | 1795 (Gasthaus) | markanter Bau mit Krüppelwalmdach, für seine Zeit typisch, ursprünglich Mittelpunkt eines Badebetriebes, baugeschichtlich und ortsgeschichtlich bedeutend | 09210560 |
| Weitere Bilder | Braunes Gasthof Dölzschen (ehem.); 81. Grundschule: Gaststättengebäude mit Saalanbau | Wurgwitzer Straße 1 (Karte)                      | 2. H. 19. Jh. (Gasthof), um 1898 (Ballsaal) | heute Teil der benachbarten 81. Grundschule, langgestreckter historisierender Bau, ab 1946 verschiedene Nutzungen, baugeschichtlich und ortsgeschichtlich bedeutend | 09210579 |
| Weitere Bilder | Begerburg: Ehemalige Restauration, Ensemble aus burgartigem Haupthaus, Nebengebäude, befestigter Terrasse, kleinem Plateau und Einfriedungsmauern | Wurgwitzer Straße 1b (Karte)                     | 1852–1854 (Villa) | später wohl vor allem Villa, charakteristisches Beispiel des romantischen Historismus, neuromanisch mit Motiven der deutschen Gotik, zinnenbewährte Anlage mit Turm und Erkern, gestalterisch bemerkenswertes Wahrzeichen des Plauenschen Grundes, baugeschichtlich und künstlerisch bedeutend | 09210580 |

## Ausführliche Denkmaltexte
1. ↑  Bienertmühle: Mühlenkomplex mit Maschinenhaus, Turbinenraum, Weizenmühle, Getreidereinigung, Kesselhaus, Getreidewäscherei, Roggenmühle, Mehlspeicher, Raffinerie, Bäckerei, Verkaufs-, Wohn- und Betriebsgebäude, Schornstein sowie Gebäuden östlich der Gleisanlage (Nr. 11, 13, 15), dazu Fabrikantenvilla (Wohnhaus von Gottlieb Traugott Bienert, im hinteren Teil des Anwesens), Wasserhaus sowie parkähnlicher Villengarten (Gartendenkmal) einschließlich Mühlgraben, Brücke, massivem Bau mit Terrasse/Pergola im Hangbereich (grottenartiger Bau oder Wagenremise) sowie »Riesenwehr« aus eigentlichem Überfallwehr, mit Mauer versehenem Mühlgrabeneinlauf und zugehörigem Schützen (siehe auch Obj. 09306682, gleiche Anschrift); am Mühlengebäude bemerkenswerte Wappentafel des Kurfürsten August und der Kurfürstin Anna (bezeichnet 1570), Hausmarke und Bauinschrift (bezeichnet 1570) und Wappenstein mit kursächsischem Wappen (2. H. 18. Jh.), die Mühlentechnik nur noch in Teilen erhalten, gesamte Anlage von Belang für das Ortsbild, lange Zeit die wichtigste Mahlmühle von Dresden und Umgebung, vom bedeutendsten Plauener Industrieellen und Mäzen Gottlieb Traugott Bienert zwischen 1852–1883 zu einer der innovativsten und produktivsten Anlagen ihrer Art in Sachsen ausgebaut, baugeschichtlich, ortsgeschichtlich, industriegeschichtlich und personengeschichtlich sowie in Teilen (Villa) künstlerisch bedeutend.
2. ↑  Mühle und Brotfabrik Gebrüder Braune, König-Friedrich-August-Mühle, Dresden, Tharandter Straße, Flst.-Nummer 191/1. Die im Plauenschen Grunde gelegene Neumühle geht 1844 in den Besitz von Gottfried Braune über. Seine Söhne vereinigen diese 1903 mit der Garnisonmühle, auch als Weizenmühle bekannt. Seitdem firmiert das Unternehmen unter dem Namen König-Friedrich-August-Mühle, später als König-Friedrich-August-Mühlenwerke AG. Die Gebrüder Braune ließen in unmittelbarer Nähe des noch erhaltenen Bäckereikomplexes Tharandter Straße, Flst. 191/1 eine erste kleine Fabrik errichten. Im Jahr 1876 beantragten sie den Bau eines Wohnhauses, der heutigen Tharandter Straße 117, Gemarkung Dölzschen, Flst.-Nummer 191/2 (kein Denkmal). Als alleinige Inhaber des Unternehmens veranlassten die Braunes dann im Jahr 1889 den Bau des westlichen Teils des noch erhaltenen Bäckereikomplexes wohl durch den geprüften Baugewerksmeister Hermann Blauert. Bereits 1899–1900 kam ein durch Baumeister Ferdinand Fichtner aus Dresden-Plauen errichteter, annähernd gleich gestalteter Anbau hinzu. Bis zum Ersten Weltkrieg wurde ständig gebaut und erweitert, so entstanden u. a. ein Kessel- und ein Maschinenhaus von den Architekten und Baumeistern Gebrüder Heinrich, die wohl als Firmenarchitekten gelten können. Auch nach Ausbruch des Krieges ließen die Gebrüder Braune weiterbauen, so waren unter anderem wegen eines Nachtbackverbotes Umbauten notwendig geworden. Die gravierendste Veränderung erfolgte jedoch ab 1918 als am östlichen Ende des Bäckereikomplexes der gestalterisch anspruchsvollste Teil mit Treppenhausturm und größerem Hallengebäude entstand. Der Entwurf dafür stammt von Baurat Hermann Viehweger, einem bekannten Dresdner Architekten der Zeit um 1900, und seinem Mitarbeiter Max Grosse. An der Errichtung des neuen Bäckereitraktes waren als Ausführende Baumeister Richard Fülle und die Wayss & Freitag AG beteiligt. Die Firma Wayss & Freitag war nach 1900 maßgeblich an der Entwicklung des Eisen- und Stahlbetonbaus beteiligt, indem sie die Patente von Joseph Monier erwarb. Sie gab der Bautechnologieentwicklung aber auch durch eigene Innovationen fundamentale Impulse. Entwurf und Ausführung der Stahlbetonkonstruktion von Treppenhausturm und Hallengebäude, darunter des bemerkenswerten und in seiner Form seltenen Dachraums über letzterem, lagen in den Händen der genannten Firma. Im Zuge dieser neuerlichen Erweiterung wurde auch der Anbau von 1899–1900 verändert. Analog zum östlich gelegenen modernen Hallengebäude erhielt auch er eine Halle, die über zwei Geschosse reichte und damit große längliche Fenster. Obwohl der Bau des Hallengebäudes und des Treppenhausturms bereits 1918 in Gange war, ist er durch die Amtshauptmannschaft erst 1919–1920 geprüft und genehmigt worden. Bis dahin gab es nur Besichtigungen mit dem Baurevisor des Gemeindevorstands von Dölzschen. Von Belang für die Geschichte der König-Friedrich-August-Mühlenwerke AG war auch die Errichtung des Silos an der Weizenmühle im Jahr 1918 durch die bekannte Mühlenbauanstalt Seck aus Dresden. Mühle und Siloturm wurden Anfang der 1990er Jahre als Kulturdenkmal erfasst. Auch der hier beschrieben Bäckereikomplex erfüllt die erforderlichen Kriterien der Denkmaleigenschaft. Als Brotfabrik/Bäckerei der Gebrüder Braune war er eines der bedeutendsten Unternehmen seiner Art in und um Dresden. Der 1918–1919 errichtete Anbau mit aufragendem Treppenhausturm und moderner Halle ist zudem als Industriearchitektur bemerkenswert. Er ist nicht nur mit dem Namen eines bekannten Dresdner Architekten, sondern auch mit dem Namen einer Firma verbunden, die zu den Neuerern auf dem Gebiet des Eisen- und Stahlbetonbaus nach 1900 gehörten, was vor allem an der Konstruktion der Halle und des Dachs über dieser deutlich wird. Die in expressionistischer Formensprache gehaltene Dachkonstruktion mit elegant nach oben und unten verjüngten Stahlbeton-Rahmenbindern erinnert an das Innere der 1921–1923 von Erich Mendelsohn geschaffenen Hutfabrik in Luckenwalde, einem Leitbau der deutschen Industriearchitektur. Das hier zu beurteilende Objekt ist somit orts- und baugeschichtlich bedeutend.